# Ivo Viktor

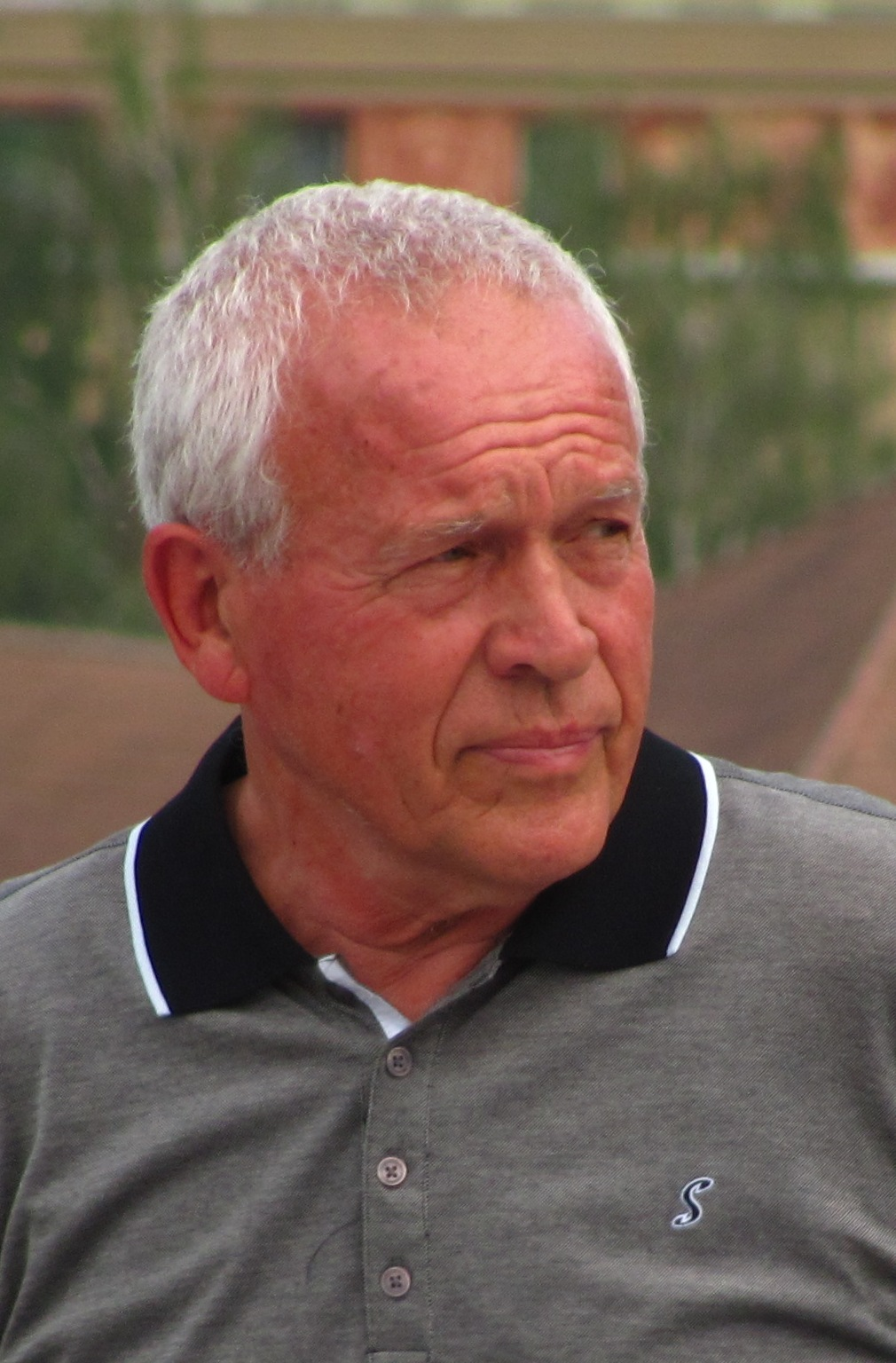
Ivo Viktor (2012)

Ivo Viktor (* 21. Mai 1942 in Křelov) ist ein ehemaliger tschechoslowakischer Fußballspieler und jetziger -trainer. Er gilt in Tschechien als lebende Legende. Seit 1975 wird alljährlich ein Jugendturnier namens „Pohár Ivo Viktora“ ausgespielt. Der beste Torhüter einer Fußballsaison in Tschechien erhält den Ivo-Viktor-Preis (tschechisch Cena Ivo Viktora).

## Spielerkarriere
Ivo Viktor begann auf der Torwartposition als 14-Jähriger bei Spartak Šternberk. 1960 wechselte er zu Železárny Prostějov, 1961 zu RH Brno und 1962 zu Spartak ZJŠ Brno. Von 1963 bis zu seinem Karriereende 1977 spielte er für Dukla Prag. „Víta“, wie Ivo Viktor auch genannt wurde, absolvierte insgesamt 316 Erstligaspiele. 1966 wurde er zum ersten Mal in der tschechoslowakischen Nationalmannschaft eingesetzt, 62 weitere Spiele folgten, davon 17 als Kapitän.
Mit Dukla wurde Viktor 1964 und 1966 Tschechoslowakischer Meister, 1965, 1966 und 1969 Tschechoslowakischer Pokalsieger. 
Viktor wurde fünf Mal, nämlich 1968, 1972, 1973, 1975 und 1976 zum Tschechoslowakischen Fußballer des Jahres gewählt. Mit der Tschechoslowakei wurde er 1976 Europameister, zudem wurde er zum besten Torhüter des Turniers gewählt. In diesem Jahr belegte er bei der Wahl zu Europas Fußballer des Jahres den dritten Platz.
1977 sah er sich wegen Problemen mit der Rückenmuskulatur gezwungen, die aktive Laufbahn zu beenden.

## Trainerkarriere
Nach 1977 arbeitete Viktor als Torwarttrainer bei Dukla Prag und der Nationalmannschaft. In der Spielzeit 1990/91 übernahm er als Cheftrainer die Mannschaft Duklas. Später arbeitete er für die Tschechische Nationalmannschaft.
Heute arbeitet er noch immer mit dem tschechischen Fußballverband zusammen und betreibt Sommercamps für junge Torhüter. Außerdem hat er eine eigene Fußballschule für 10- bis 14-jährige Torhüter bei Meteor Prag. 